# باري كيمب
باري كيمب (بالإنجليزية: Barry Kemp)‏ هو منتج أفلام وكاتب سيناريو أمريكي، ولد في 4 ديسمبر 1949.

## وصلات خارجية
- باري كيمب على موقع IMDb (الإنجليزية)
- باري كيمب على موقع قاعدة بيانات الفيلم (الإنجليزية)